# Мангуп
Мангу́п (Мангу́п-Кале́, на украински: Мангуп; на руски: Мангуп; на кримскотатарски: Mangup, Мангуп) е средновековна крепост намираща се на територията на Бахчисарайски район в Крим. Историческото име на крепостта е Бабадаг. Била е столица на малкото княжество Теодоро (Кримска Готия), а на по-късен етап е била турска крепост. Намира се на възвишение с надморска височина от 583 метра, което се извисява на около 250 метра сред оставалата местност в района. Образува се естествено плато с площ от около 90 хектара. През 1975 платото е обявено за паметник на природата.